# فريت عصمت أمير
فريت عصمت أمير (26 أكتوبر 1954 - 20 أبريل 2020) كان مذيع أخبار ماليزيًا، يُعرف باسم مذيع الأخبار على راديو وتلفزيون ماليزيا (RTM) في قسم Bes Dunia الذي يشمل أخبار الشؤون الخارجية. ساهم بصوته مرة واحدة في إعلان سجائر دانهيل حيث كانت عبارة "Gaya, mutu, keunggulan" (الأسلوب والجودة والتميز) تحظى بشعبية كبيرة خلال ذلك الوقت. متزوج من نور أشيكين عثمان وله سبعة أولاد. كان نجله البارز ، فرزوا دي الطاهر أمير أو DJ Fuzz، منسق موسيقى وموسيقي وملحن.
سبق له أن لعب دور الدكتوراه في الدراما الإذاعية الشعبية RTM ، Nombor 5 Persiaran 1 (رقم 5 جولة 1). كان خطه الأكثر شهرة هو "fikir-fikirkan" (فكر في الأمر). توفي أمير في 20 أبريل 2020 في مستشفى أسونتا في بيتالينج جايا عن عمر يناهز 65 عامًا. ويقال أن سبب الوفاة هو سرطان. دفن رفاته في مقبرة مسلم تامان (PJS4) بيتالينغ جايا بعد صلاة الظهر.